# Gabriel Roby
 (janvier 2018).
Si vous disposez d'ouvrages ou d'articles de référence ou si vous connaissez des sites web de qualité traitant du thème abordé ici, merci de compléter l'article en donnant les références utiles à sa vérifiabilité et en les liant à la section « Notes et références ».
Pour les articles homonymes, voir Roby.
Gabriel Roby, né le 2 septembre 1878 à Bayonne en France et mort le 14 mai 1917 à Paris (XVIe) de la tuberculose, est un peintre français de l'École de Bayonne. Élève de Philippe Jolyet et de Léon Bonnat, oncle par alliance de Claude Lévi-Strauss, il a laissé des paysages, des portraits et des scènes de genre évoquant le Pays basque, dans un style post-impressionniste et moderniste. En dépit de la brièveté de sa carrière, il est l'un des artistes majeurs de l'École de Bayonne.

## Biographie
Gabriel Ernest Eugène Roby est le fils de Jean-Marie Norbert Roby, négociant, membre du Conseil municipal de Bayonne, chevalier de la Légion d'honneur, et de Marie-Ernestine Hurlin. Il est né le 2 septembre 1878 rue Bourgneuf à Bayonne  dans les Basses-Pyrénées.  Il fut en 1890 élève de Philippe Jolyet à l'École municipale de dessin et de peinture de Bayonne, où il est le condisciple de son futur beau-frère Henry Caro-Delvaille. Il y obtient de nombreuses récompenses chaque année jusqu'en 1897. Il reçoit alors une bourse de la Ville de Bayonne pour poursuivre ses études à l'École nationale des Beaux-Arts de Paris. 
Roby expose régulièrement dans le cadre des Amis des Arts de Bayonne-Biarritz, des Amis des Arts de la ville de Pau, et au Salon de la Société nationale des Beaux-Arts à Paris. 
En 1914, il est nommé professeur-chef d'atelier à l'Académie Colarossi, rue de la Grande Chaumière. Il figure sur le grand tableau d'Henri Zo : Léon Bonnat et ses élèves basques et béarnais, présenté au Salon des Artistes français de 1914, destiné au patio du Musée Bonnat de Bayonne. 
il est mort de la tuberculose à Paris en mai 1917.

## Expositions
- Avril 1909 : exposition Gabriel Roby à la Galerie Devambez, aquarelles et pastels[1].
- Janvier 1914 : Galerie Brunner, au sein du groupe L'exposition[2].

## Collections publiques
- Bayonne, Musée basque et de l'histoire de Bayonne : 
  - Le fronton d'Urrugne, 1902, huile sur toile, 50,5 x 61,2 cm
  - L'improvisateur, 1912-1913, huile sur toile, 262 x 350 cm
  - Bolantak (les Volants), danseurs de Basse-Navarre, 1914, huile sur toile, 259 x 206 cm
  - Le Zamalzain, 1914, huile sur toile, 215 x 165 cm

- Bayonne, Musée Bonnat-Helleu :
  - Étude d'un esclave, crayon, craie, estompe, 59,5 x 40 cm
  - Étude d'après la Vénus de Milo, crayon, craie, estompe, 62,5 x 44,8 cm
  - Étude de tête d'homme